# Cubatabaco
Cubatabaco (Empresa Cubana del Tabaco) es la empresa más conocida estatal del estanco del tabaco en Cuba. Creada el 1 de enero de 1962 a partir de la nacionalización de las empresas de tabaco existentes, tras el triunfo de la Revolución cubana. Desde 2019 forma parte de Tabacuba, organización superior de dirección empresarial (OSDE) del tabaco.
Sus marcas comerciales son: H. Upmann, Partagás, Hoyo de Monterrey, Romeo y Julieta, Montecristo y Cohiba.
Su filial Habanos S.A., creada en 1994, empresa mixta que comercializa en el exterior los productos de Cubataco.

## Vínculos
- Tabacuba OSDE
- Sitio de Cubatabaco
- Cubatabaco en EcuRed
- Habanos S.A.

- Datos: Q4575900